# HMS E48
HMS E48 – brytyjski okręt podwodny typu E. Zbudowany w latach 1915–1916. Budowę rozpoczęto w Fairfield Shipbuilding and Engineering Company, Govan, gdzie okręt został wodowany 2 sierpnia 1916 roku, a dokończono w William Beardmore, Dalmuir. Rozpoczął służbę w Royal Navy w lutym 1917. Pierwszym dowódcą został Lt. Cdr. F.H. Taylor.
Po zakończeniu działań wojennych okręt był używany jako okręt-cel w 1921 roku.
W lipcu 1928 roku okręt został sprzedany firmie Cashmore.